# شیخ (فیلم)
«شیخ» (انگلیسی: The Sheik) یک فیلم صامت آمریکایی در سبک رمانتیک و درام به کارگردانی جورج ملفورد است که در سال ۱۹۲۱ منتشر شد.

## بازیگران
- رودولف والنتینو
- اگنس ایرز
- آدولف منژو
- والتر لانگ
- سالی بلین
- ناتاشا رامبووا
- لرتا یونگ
- پالی آن یونگ
- فرانک باتلر
- لوسین لیتلفیلد
- پتسی روت میلر